# Serafín Zubiri
Serafín Zubiri (nome verdadeiro:  Serafín Lizoain Vidondo,  (Pamplona, Navarra , 20 de abril de 1964), é um cantor, compositor e pianista cego espanhol. Representou a  Espanha por duas ocasiões no Festival Eurovisão da Canção e participou em diversos concursos de  baile televisivos, além de outros trabalhos que o levaram à fama.

## Biografia
Começou a sua carreira musical de forma individual em 1987, quando abandonou a banda Equus do qual era vocalista e pianista desde os 17 anos.. Durante os seus primeiros anos além de músico, era publicitário e dirigia um coro amador. Desde então gravou seis discos. 
Do seu disco Pedaleando saiu a canção  da Volta à Espanha de  1988.
Tentou  representar a Espanha no  Festival Eurovisão da Canção 1991 com a canção Polvo de estrellas ("Pó de estrelas") e em 1992 gravou a banda sonora da película   A Bela e a Fera da Disney,com o qual conseguiu um importante êxito em Espanha. Nesse mesmo ano de 1992, na cidade sueca de Malmö para representar a TVE no Festival Eurovisão da Canção 1992, com a balada Todo esto es la música ("Tudo isto é música"). Nessa competição, terminou em 14.º lugar, com 37 pontos. 
Fez uma paragem na sua carreira musical, escalando o Pico Aconcágua e o Monte Branco. 
Em 2000, ganhou Eurocanción, um concurso organizado pela TVE, com o que Serafín volta a representar a Espanha na Eurovisão 2000. Nessa ocasião, na cidade de Estocolmo com a canção Colgado de un sueño de Chema Purón que alguns consideraram como um resumo da sua carreira.
Mais tarde protagonizou o musical  La Magia de Broadway juntamente com  Marta Sánchez estreado no Teatro Lara, em Madrid,  em outubro de 2000.
Em 2006, participou no show da TVE Empieza el espectáculo e um ano mais tarde  participa no programa ¡Mira quién baila! no mesmo canal, onde terminou em  segundo lugar, com poucos votos de diferença da vencedora,  Nani Gaitán.
Em  2008 participou em  Bailando por un sueño, segmento do programa da televisão argentina Showmatch conduzido por Marcelo Tinelli.
Em julho  de 2009 completou a peregrinação de Navarra a Santiago de Compostela de bicicleta usando um GPS para invisuais.

## Discografia

### Inténtalo(1987)
1. Tres semanas
2. Hey Brother
3. Corazón de hierro
4. Wonderful Island
5. Ven por favor
6. Inténtalo
7. El bar del Desencanto
8. Fiel
9. Digamos sólo tú y yo
10. Cualquier día

### Pedaleando(1988)
1. Pedaleando.
2. No estamos solos
3. Esclavo de tu amor
4. ¿Quién quiere vivir escondido?
5. Fantasías
6. Deseándote
7. Dos en la carretera
8. Ven un poco más cerca
9. Sensación
10. Dime tú quién eres

### Detrás del viento(1991)
1. Polvo de estrellas
2. Pudores
3. Lejos de ti
4. Habría que inventarte
5. Un rock y una lágrima
6. Detrás del viento
7. Yo te creo
8. Una lección de amor
9. Un amor
10. Te olvidaré

### Te veo con el corazón(1992)
1. La bella y la bestia
2. Todo esto es la música
3. Miguel de Cervantes
4. Te veo con el corazón
5. Corazón de acero
6. Soñarás
7. Santa Lucía
8. Sueño azul
9. Napoleón
10. Ven junto a mí
11. Anulaste sl sol

### Un hombre nuevo(1995)
1. Un hombre nuevo
2. Es amor
3. ¿Qué le voy a hacer?
4. Un millón de besos
5. Hoy me he vuelto a enamorar
6. Hello
7. Ciudadano del mundo
8. Necesito una oportunidad
9. Sinceridad
10. Adiós tristeza
11. Melodía sin final
12. Gracias
13. Gracias (bis)

### Colgado de un sueño(2000)
1. Colgado de un sueño
2. Suspiros
3. Si no era amor
4. Es el amor
5. El fuego de la nada
6. Dancing on Rainbows (Colgado de un sueño)
7. Amar
8. Tres deseos
9. Cariño mío
10. Será verdad
11. Te esperaré

### Colgado de un sueño(2008)
(Compilação para a   Argentina)